# Michela Cerruti
Michela Cerruti (Roma, 18 febbraio 1987) è una pilota automobilistica italiana.

## Carriera

### Gli inizi
Michela Cerruti nasce a Roma ma vive a Milano, laureata in Psicologia all'Università Cattolica del Sacro Cuore, figlia d'arte, si innamora della velocità fin da bambina. Suo padre Aldo Cerruti è stato infatti un campione dell'automobilismo italiano negli anni '60 e '70, conosciuto con il soprannome di Baronio, che non ha mai abbandonato la passione per le gare automobilistiche e ha così coronato il suo sogno vincendo nel 2009 il Sara GT Campionato Italiano Gran Turismo al volante di una Ferrari F430.
Nel 2006 Michela Cerruti sceglie di fare un corso di guida sicura ed è qui che entra in contatto con Romeo Ferraris che rimane colpito dal talento della ragazza e decide di ingaggiarla come pilota della sua scuderia.
Comincia così l'avventura di Michela Cerruti: nel 2008 esordisce nel Campionato Italiano Turismo Endurance al volante di un'Alfa 147 Cup in coppia con Mario Ferraris, figlio del celebre preparatore.
Visti i risultati positivi ottenuti durante la stagione, il team Romeo Ferraris investe su di lei, affidandole per la stagione successiva parte dello sviluppo e la guida di una Fiat-Abarth 500 24h Special.

### Le prime vittorie
Nel 2009 il team partecipa nuovamente al Campionato Italiano Turismo Endurance e il duo Ferraris-Cerruti ottiene 4 vittorie di classe davanti a Honda e BMW e sale in tutte le gare sul podio.
Sempre nel 2009 partecipa alla 6 Ore di Vallelunga ancora una volta alla guida della Fiat-Abarth 500 24h Special e ottiene la vittoria di classe.

### Gli anni nelle Superstars Series
Il 2010 è un anno fondamentale per la carriera di Michela Cerruti: partecipa alle Superstars Series al volante di una Mercedes C63 AMG e gareggia contro piloti del calibro di Johnny Herbert, Gianni Morbidelli e Nicola Larini.
Nel 2011, dopo un anno di esperienza arriva la prima vittoria proprio nella gara di esordio sul circuito di Monza. Questo risultato fa entrare Michela Cerruti nella storia in quanto prima e sinora unica donna ad avere vinto una gara nella serie dopo che quest'ultima è diventata internazionale.

### Michela Cerruti oggi
Nel 2012 il passaggio alle ruote scoperte: a gennaio Michela Cerruti corre in Nuova Zelanda le Toyota Racing Series al volante della sua vettura rosa numero 88 e al termine del campionato viene premiata come Most Improved Driver.
Sempre in questo stesso anno partecipa al Campionato Italiano Gran Turismo nell'equipaggio con Edoardo Liberati, anche lui con un passato nelle monoposto e vincitore nel 2008 del Campionato Italiano Formula Azzurra - Trofeo Michele Alboreto e nello stesso team con Thomas Biagi, il due volte campione iridato FIA GT e con Stefano Colombo, un giovane pilota proveniente dalla Formula Renault. Ha concluso il campionato arrivando decima nella classifica GT3 su 36 piloti con 99 punti e vantando una vittoria sul circuito del Mugello.
Nell'European F3 Open 2012, Michela Cerruti affianca nella stessa scuderia i piloti Gianmarco Raimondo, Trino Rojas e Niccolò Schirò, senza però mai ottenere punti.
Il 2013 l'ha vista protagonista del Campionato Italiano Gran Turismo col team ROAL Motorsport, con il quale trionfa nell'appuntamento di Imola cogliendo il primo storico successo di una donna in solitario nel GT italiano; ha corso anche nel Blancpain GT Series Endurance Cup, ottenendo il secondo posto in classifica di categoria. Disputa gran premi anche nel Campionato Europeo di F3 e in Auto GP..
Nel 2014 conferma il suo impegno in Auto GP con una vettura del Team Supernova International, cogliendo il suo primo successo sul tracciato di Imola.
Nel 2014-2015 prende parte al neocampionato di Formula E con il team Trulli GP. Alla vigilia dell'E-Prix di Miami, dopo quattro tappe disputate, decide di lasciare il team. Nel 2015 arriva sesta nella propria classe alla 24 ore del Nürburgring. Partecipa inoltre come wild card a vari campionati, tra i quali NASCAR Euro Series, Campionato Italiano Gran Turismo e TCR International Series.
Nel 2016 continua a lavorare con il team di Romeo Ferraris nel TCR International Series, svolgendo il duplice ruolo di pilota e collaudatore alla guida della Alfa Romeo Giulietta TCR. Nel 2017 continua con il solo ruolo di sviluppo della versione TCR dell'auto italiana.

## Risultati

### Formula E
| Anno    | Scuderia              | Vettura               | 1      | 2       | 3      | 4       | 5   | 6   | 7   | 8   | 9   | 10  | 11  | Pos. | Punti |
| ------- | --------------------- | --------------------- | ------ | ------- | ------ | ------- | --- | --- | --- | --- | --- | --- | --- | ---- | ----- |
| 2014-15 | Trulli Formula E Team | Spark-Renault SRT 01E | PEC 14 | PUT Rit | PDE 13 | BNA Rit | MIA | LBH | MON | BER | MOS | LON | LON | 29º  | 0     |

### TCR International Series
| Anno | Scuderia           | Vettura                  | 1        | 2         | 3        | 4        | 5     | 6     | 7     | 8     | 9        | 10       | 11        | 12      | 13       | 14        | 15       | 16      | 17    | 18    | 19    | 20    | 21    | 22    | Pos. | Punti |
| ---- | ------------------ | ------------------------ | -------- | --------- | -------- | -------- | ----- | ----- | ----- | ----- | -------- | -------- | --------- | ------- | -------- | --------- | -------- | ------- | ----- | ----- | ----- | ----- | ----- | ----- | ---- | ----- |
| 2015 | Target Competition | SEAT León Cup Racer      | MAL 1    | MAL 2     | CIN 1    | CIN 2    | SPA 1 | SPA 2 | POR 1 | POR 2 | ITA 1    | ITA 2    | AUT 1     | AUT 2   | RUS 1    | RUS 2     | RBR 1 10 | RBR 2 8 | SIN 1 | SIN 2 | THA 1 | THA 2 | MAC 1 | MAC 2 | 31º  | 5     |
| 2016 | Mulsanne Racing    | Alfa Romeo Giulietta TCR | BHR 1 13 | BHR 2 Rit | POR 1 15 | POR 2 14 | BEL 1 | BEL 2 | ITA 1 | ITA 2 | AUT 1 10 | AUT 2 SQ | GER 1 12† | GER 2 9 | RUS 1 12 | RUS 2 Rit | THA 1    | THA 2   | SIN 1 | SIN 2 | MAL 1 | MAL 2 | MAC 1 | MAC 2 | 29º  | 3     |
| 2017 | GE-Force           | Alfa Romeo Giulietta TCR | GEO 1    | GEO 2     | BHR 1 14 | BHR 2 12 | BEL 1 | BEL 2 | ITA 1 | ITA 2 | AUT 1    | AUT 2    | UNG 1     | UNG 2   | GER 1    | GER 2     | THA 1    | THA 2   | CIN 1 | CIN 2 | EAU 1 | EAU 2 |       |       | NC   | 0     |

| Legenda | 1º posto                | 2º posto        | 3º posto            | A punti      | Senza punti |
| Legenda | Solo prove/Terzo pilota | Non qualificato | Ritirato/Non class. | Squalificato | Non partito |